# Zongo (DRC)
Zongo er en by i provinsen  Syd-Ubangi i den nordvestlige del af Den Demokratiske Republik Congo, der ligger på den sydlige bred af Ubangi-floden, overfor Bangui i Den Centralafrikanske Republik. Der er færgeforbindelse til Bangui, men betydningen som et transportknudepunkt er faldet, siden meget trafik flyttede østpå i slutningen af 1980'erne.
Ved slutningen af den første Congo-krig var byen kontrolleret af Bevægelsen for Congos befrielse (Movement for the Liberation of the Congo, MLC). I 2001 oplevede byen en tilstrømning af flygtninge fra Den Centralafrikanske Republik, hvis regering påstod at tidligere soldater blandt dem, stod bag et kupforsøg i Bangui i 2002.
Under konflikten i den Centralafrikanske Republik 2012-13 kom flygtninge fra dennes hovedstad Bangui, bl.a. mange familiemedlemmer af præsident François Bozizé, hertil, efter at hovedstaden faldt til Séléka-oprørerne den 24. marts 2013.